# Pelmatencyrtus
Pelmatencyrtus is een geslacht van vliesvleugeligen uit de familie Encyrtidae. De wetenschappelijke naam van dit geslacht is voor het eerst geldig gepubliceerd in 1964 door De Santis.

## Soorten
Het geslacht Pelmatencyrtus is monotypisch en omvat slechts de volgende soort:
- Pelmatencyrtus bonariensis De Santis, 1964